# فلسفه در آلمان
فلسفه در آلمان (از لوتر تا نیچه) کتابی از کریم مجتهدی است که به بررسی تاریخ فلسفه در آلمان بین سده‌های ۱۶ تا ۲۰ می‌پردازد.
این کتاب در ایران به چاپ سوم رسیده، فروش خوبی داشته و شهرت پیدا کرده است.
کریم مجتهدی بیان می‌کند «کتاب‌هایی دربارهٔ بعضی مباحثی که من در «فلسفه در آلمان» داشته‌ام وجود دارد اما من فقط یک خلأ می‌دیدم و آن خلأ عمق بود. مباحث سطحی زیاد است که فهرست‌وار به مطالب پرداخته‌اند، اما آنچه وظیفه من است، این نیست که خلأ صوری را پر کنم. من این کتاب را برای پر کردن خلأیی که در عمق مطالب هست، نوشتم. هر کسی در ایران اسم لوتر را شنیده‌است اما گزارش‌های درست کجاست تا افراد را آگاه کند؟ من اصلاً طرفدار لوتر نیستم اما موضوعی که لوتر محور آن است موضوعی است که ۲۰۰ سال مردم آلمان را درگیر خود کرده و جنگ‌هایی داخلی را موجب شده‌است. … این کتاب برای رد یا قبول یک نگاه یا رویکرد یا سنت فلسفی خاص یا حتی فلسفه یک فیلسوف خاص نیست.»

## اطلاعات کتابشناختی
چاپ اول کتاب در سال ۱۳۸۸ توسط پژوهشگاه علوم انسانی و مطالعات فرهنگی در ۶۲۰ صفحه منتشر شد.

## فهرست
- مقدمه
- آلمان در آغاز عصر جدید
- ملاحظاتی در زندگینامه و افکار لوتر
- آلمان در اواسط قرن هفدهم
- لایبنیتس و فلسفه او
- استبداد منور فردریک دوم
- ژان کریستیان ولف
- فلسفه استعلایی کانت
- گرایش‌های مختلف تفکر فلسفی در نیمه دوم قرن هجدهم در آلمان
- فیخته، جوینده آزادی
- هولدرلین، شاعری در میان فلاسفه
- مختصری دربارهٔ شلینگ و فلسفه او
- هگل و آموزش رسمی فلسفه دانشگاه‌های آلمان
- مختصری دربارهٔ شوپنهاور و نیچه
- ملاحظاتی دربارهٔ رابطه ریشه‌ای عرفان و فلسفه آلمان
- اسپینوزا و سنت فلسفه‌های اصالت معنی در آلمان